# Maison (Le Croisic, 14 place Dinan)
La maison du 14 place Dinan est une habitation située sur la commune du Croisic, dans le département français de la Loire-Atlantique. Elle est inscrite au titre des monuments historiques en 1933.